# John Svenson
John Fredrik Svenson, född 20 januari 1860 i Stockholm, död där 27 december 1934, var en svensk apotekare. 
Svenson blev elev på apoteket Morianen i Stockholm 1875 samt avlade farmacie kandidatexamen 1879 och apotekarexamen 1889. Han var anställd på apoteket Kronan i Göteborg 1889–1892, föreståndare för apoteket i Oskarshamn 1892–1903, anställd på apoteket i Mölndal 1903–1904 och på apoteket i Vara 1904–1906. Han blev innehavare av apoteket i Askersund och av medikamentsförrådet i Åmmeberg 1906 samt var innehavare av apoteket i Söderhamn 1917–1930 som efterträdare till Fridlef Afzelius. Han ligger begravd på Norra begravningsplatsen i Stockholm.